# Benoît Mukoko
Benoît Mukoko (22 aprile 1981) è un ex calciatore ruandese, di ruolo centrocampista.

## Carriera

### Club
Durante la sua carriera ha giocato con varie squadre di club, tra cui il Mechelen, in cui ha giocato dal 1997 al 1999.

### Nazionale
Conta una presenza con la nazionale ruandese.